# Knights of Badassdom
Pour plus de détails, voir Fiche technique et Distribution.
Knights of Badassdom est un film américain réalisé par Joe Lynch sorti en 2013.

## Synopsis
Pour se remettre d'une déception amoureuse, Joe est entrainé par ses amis Eric et Hung dans un jeu de rôle grandeur nature. Malheureusement, les joueurs vont devoir devenir les héros qu'ils jouent lorsque l'un d'entre eux invoque un démon par accident...

## Fiche technique
- Titre original : Knights of Badassdom
- Réalisation : Joe Lynch
- Scénario : Kevin Dreyfuss et Matt Wall
- Musique originale : Bear McCreary
- Photographie : Sam McCurdy
- Montage : Howard E. Smith
- Décors : Vincent DeFelice
- Costumes : Lisa Caryl-Vukas
- Producteurs : Mark Burton, Matt Wall et Kevin Dreyfuss
  - Producteurs délégués : Rich Cowan, Mike Elizalde, Daniel J. Heffner, Ketura Kestin et Rizwan Virk
- Sociétés de production : IndieVest Pictures et North by Northwest Entertainment
- Distribution :  Entertainment One
- Langue originale : anglais
- Genre : Comédie horrifique, fantastique, action, aventure
- Format : couleur
- Dates de sortie[1] :  
  -  Israël : 25 septembre 2013 (Icon - Israel's Science Fiction, Fantasy and Roleplay Festival)
  -  États-Unis,  Canada : 21 janvier 2014[2]
  -  États-Unis,  Canada : 11 février 2014[2] (VOD)

## Distribution
- Peter Dinklage : Hung
- Douglas Tait : Abominog
- Ryan Kwanten : Joe
- Steve Zahn : Eric
- Danny Pudi : Lando
- Summer Glau : Gwen
- Jimmi Simpson : Ronnie Kwok
- Margarita Levieva : Beth
- Brett Gipson : Gunther
- Michael Gladis : King Diamond
- Larry Zerner : Shelly

## Production

### Tournage
Le tournage débute en juillet 2010 et a lieu principalement à Spokane, dans l'État de Washington.

## Sortie
Le film sort en salles presque 4 ans après le début du tournage. Aucun distributeur n'avait voulu acheter le film. Entre-temps, la notoriété de l'acteur Peter Dinklage s'est améliorée grâce à la série télévisée Le Trône de fer. Ainsi, la société Entertainment One achète les droits du film pour le distribuer en salles aux États-Unis et au Canada.